# 안일초등학교 백야분교
안일초등학교 백야분교는 대한민국 전라남도 여수시에 있는 공립 초등학교이다.

## 학교 연혁
- 1938년 6월 1일: 옥정공립심상소학교 개교
- 1941년 4월 1일: 옥정공립국민학교로 명칭 변경
- 1948년 6월 상화분교장, 하화분교장 개설
- 1949년 4월 옥정국민학교로 명칭 변경
- 1963년 7월 화정중앙국민학교로 명칭 변경
- 1981년 3월 병설유치원 개원
- 1994년 3월 1일: 하화분교장 통폐합
- 1995년 3월 1일: 상화분교장 통폐합
- 1996년 3월 1일: 화정중앙초등학교로 개칭
- 1997년 3월 1일: 안일초등학교 백야분교장으로 격하 편입

## 참고 자료
- 안일초등학교백야분교장 - 한국교육학술정보원 학교알리미